# دانيلز أونتوزانس
دانيلز أونتوزانس (مواليد 7 مارس 2000) هو لاعب كرة قدم لاتفي يلعب في مركز خط الوسط في نادي بايرن ميونخ ب ومنتخب لاتفيا.

## روابط خارجية
- دانيلز أونتوزانس على موقع الاتحاد الدولي (مؤرشف)  (الإنجليزية)
- دانيلز أونتوزانس على موقع الاتحاد الأوربي (الإنجليزية)
- دانيلز أونتوزانس على موقع إي إس بي إن إف سي (الإنجليزية)
- دانيلز أونتوزانس على موقع قاعدة بيانات كرة القدم.إي يو (الإنجليزية)
- دانيلز أونتوزانس على موقع ليكيب (الفرنسية)
- دانيلز أونتوزانس على موقع ناشيونال فوتبول تيمز (الإنجليزية)
- دانيلز أونتوزانس على موقع Soccerbase.com (لاعب) (الإنجليزية)
- دانيلز أونتوزانس على موقع Soccerway.com (الإنجليزية)
- دانيلز أونتوزانس على موقع عالم كرة القدم.نت (الإنجليزية)
- دانيلز أونتوزانس على موقع كووورة